# رينيه ليم
رينيه ليم (بالإنجليزية: Renee Lim؛ بالملايوية: Renee Lim) هي طبيبة وممثلة ماليزية وأسترالية، ولدت في القرن العشرين في برث في أستراليا.

## وصلات خارجية
- رينيه ليم على موقع IMDb (الإنجليزية)
- رينيه ليم على موقع قاعدة بيانات الفيلم (الإنجليزية)